# D'un matin de printemps
D'un matin de printemps est une œuvre pour violon (ou flûte) et piano ou trio avec piano ou orchestre de Lili Boulanger composée en 1917 et 1918.

## Histoire
Il s'agit d'abord d'un duo pour violon et piano (plus tard pour flûte et piano), écrit au printemps 1917 à la faveur d'une amélioration de santé passagère de la compositrice consécutive à une intervention chirurgicale, orchestré par Lili Boulanger en janvier 1918.
L'œuvre existe également dans une version pour trio avec piano (violon, violoncelle et piano).

## Création
La version pour trio est créée à Paris le 8 février 1919, salle de la Société des concerts (salle de l'ancien Conservatoire), lors d'un concert de la Société nationale de musique, sous le titre de « Pièces en trio pour piano, violon et violoncelle ; a) D'un soir triste... b) D'un matin de printemps... », par Nadia Boulanger (piano), Maurice Hayot (violon) et André Hekking (violoncelle).
La version pour violon et piano est créée le 25 mars 1919 à la salle des Agriculteurs, par Corrie Psichari (violon) et Nadia Boulanger (piano), et reprise le 6 juin 1921 à Paris, par Yvonne Astruc (violon) et Nadia Boulanger (piano).
La version pour orchestre est donnée en première audition le 13 mars 1921 à Paris, au théâtre national de l'Opéra, par l'Orchestre des Concerts Pasdeloup sous la direction de Rhené-Baton, sous le titre de Deux poèmes. La pièce est reprise le 17 janvier 1923, salle du Conservatoire, lors d'une « Audition des envois de Rome des œuvres de Lili Boulanger », par l'orchestre de l'Opéra sous la direction d'Henri Busser.
La version pour flûte et piano est créée le 9 juin 1921, salle Pleyel, lors d'une « Audition d'œuvres de Lili Boulanger précédée d'une causerie de Camille Mauclair », par Philippe Gaubert (flûte) et Nadia Boulanger (piano).

## Édition

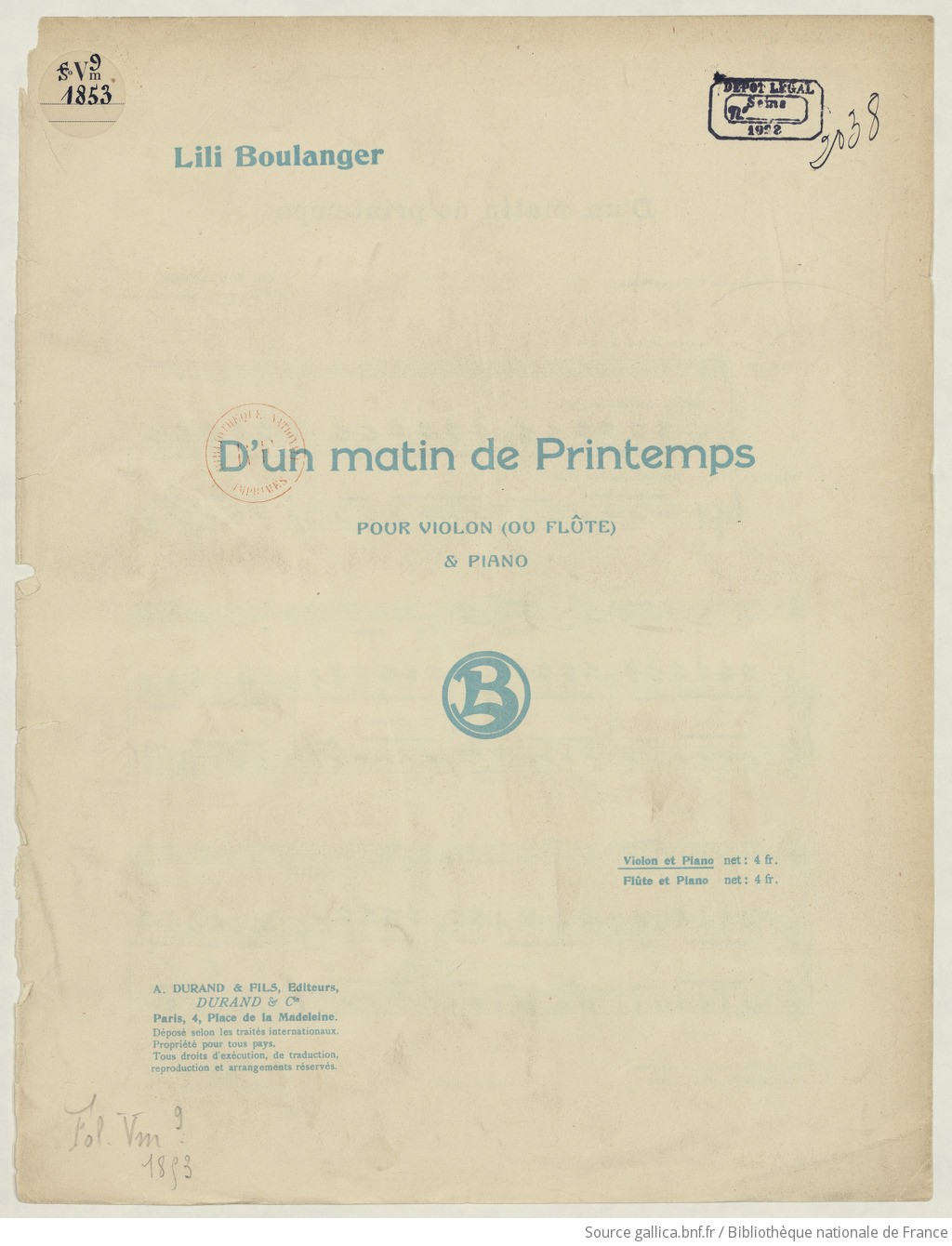
Page de titre de la partition (version pour violon et piano, éd. Durand, 1922).

La version pour violon (ou flûte) et piano est publiée par Durand en 1922 (cotage D.&F. 10095).
La version pour orchestre, non gravée, est disponible à la location auprès des éditions Durand depuis 1993 sous forme de photocopies manuscrites.
La version pour trio est publiée par Durand en 2006 (cotage D.&F. 15698).
La partition existe également dans une transcription pour deux pianos de Jean Françaix, éditée par Schirmer (1981, cotage 48211c), version donnée en première audition à Radio City de New York le 25 mars 1939, par Nadia Boulanger et Jean Françaix aux pianos.

## Instrumentation
L'instrumentation de la version orchestrale requiert :
| Instrumentation de D'un matin de printemps                                                             |
| Bois                                                                                                   |
| 2 flûtes, 1 piccolo, 2 hautbois, cor anglais, 2 clarinettes, clarinette basse, 2 bassons, sarrusophone |
| Cuivres                                                                                                |
| 4 cors, 3 trompettes, 3 trombones, tuba                                                                |
| Percussions                                                                                            |
| petit tambour, cymbales, triangle                                                                      |
| Claviers / cordes pincées                                                                              |
| célesta, harpe                                                                                         |
| Cordes                                                                                                 |
| premiers violons, seconds violons, altos, violoncelles, contrebasses                                   |

## Analyse
Cette œuvre charme par son caractère frais et joyeux.

« D'un matin de printemps est dans l'ensemble un Scherzo à la verve primesautière, à l'orchestration aérée et transparente, mais on y voit surgir au milieu une gradation d'orchestre véhémente qui révèle la douleur sous-jacente à cette sérénité si précaire »

On peut aussi lui trouver des accents plus debussystes que le reste de son œuvre.

« Construite sur un air de danse joyeux à trois temps, introduit par des flûtes au-dessus d'un ostinato de cordes légèrement articulé, c'est une expression radieuse, presque impressionniste de la joie de la nature »

D'un matin de printemps est d'une durée moyenne d'exécution de quatre minutes quarante environ.

## Discographie
- Yehudi Menuhin (violon) et Clifford Curzon (piano), EMI (1967).
- Olivier Charlier (violon) et Émile Naoumoff (piano), Marco Polo (1993).
- Orchestre philharmonique du Luxembourg dirigé par Mark Stringer, Timpani (1998).
- Orchestre philharmonique de la BBC dirigé par Yan Pascal Tortelier, Chandos (1999).